# Groupe de NGC 3175
Le groupe de NGC 3175 comprend au moins cinq galaxies situées dans les constellations de la Machine pneumatique et de l'Hydre. La distance moyenne entre ce groupe et la Voie lactée est d'environ 16,58 Mpc (∼54,1 millions d'al). 
- Note. Les coordonnées indiquées par Garcia sont celles de l'l'époque B1950, ce qui est près de la frontière entre le l'Hydre et la Machine pneumatique. Il faut transformer ces coordonnées[2] pour celles de l'époque J2000 pour obtenir la constellation[3] de la position du centre de masse du groupe. Celui de ce groupe est dans la Machine pneumatique.

## Membres
Le tableau ci-dessous liste les cinq galaxies du groupe indiquées dans l'article de A.M. Garcia paru en 1993. Ce groupe de galaxies est aussi mentionné sur le site « Un Atlas de l'Univers » de Richard Powell.  
| Nom        | Const.              | Class.     | Type                                        | α (J2000.0)   | δ (J2000.0)  | Vitesse radiale (km/s) | m     | Distance H (Mpc) | Distance ind (Mpc) | Diamètre (kal) |
| ---------- | ------------------- | ---------- | ------------------------------------------- | ------------- | ------------ | ---------------------- | ----- | ---------------- | ------------------ | -------------- |
| NGC 3113   | Machine pneumatique | SAB(s)d?   | Spirale intermédiaire                       | 10h 04m 26.1s | -28° 26′ 39″ | 1083 ± 3               | 12,5  | 20,9 ± 1,5       | 16,575 ± 5,303     | 74             |
| NGC 3125   | Machine pneumatique | S? ou I    | Spirale ou irrégulière naine bleue compacte | 10h 06m 33.4s | -29° 56′ 05″ | 1113 ± 7               | 13,0  | 21,3 ± 1,5       | ?                  | 26             |
| NGC 3137   | Machine pneumatique | SAB(s)cd?  | Spirale intermédiaire                       | 10h 09m 07.5s | -29° 03′ 52″ | 1104 ± 1               | 11,5  | 21,2 ± 1,5       | 16,128 ± 2,784     | 138            |
| NGC 3175   | Machine pneumatique | SAB(s)a?   | Spirale intermédiaire                       | 10h 14m 42.1s | -28° 52′ 19″ | 1087 ± 1               | 11,2  | 21,0 ± 1,5       | 15,625 ± 4,333     | 110            |
| ESO 499-37 | Hydre               | (R')SA(s)b | Spirale                                     | 10h 03m 41.8s | -27° 01′ 40″ | 955 ± 1                | 11,86 | 19,0 ± 1,4       | 17,977 ± 4,128     | 85             |

Le site DeepskyLog permet de trouver aisément les constellations des galaxies mentionnées dans ce tableau ou si elles ne s'y trouvent pas, l'outil du site constellation permet de le faire à l'aide des coordonnées de la galaxie. Sauf indication contraire, les données proviennent du site NASA/IPAC.